# واقعة حسن جركس

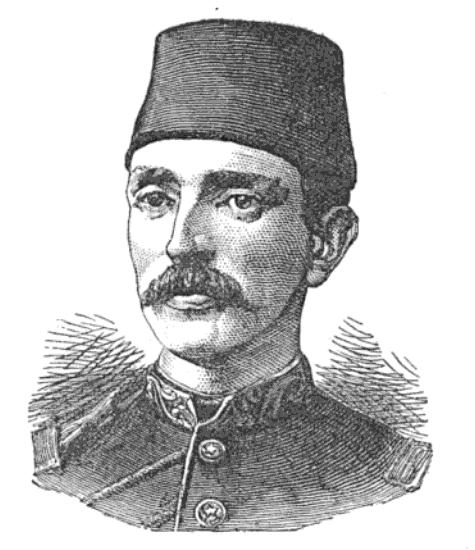
جركس حسن.

حصلت واقعة جركس حسن في ليلة 15 يونيو سنة 1876م، حيث قام مرافق السلطان عبد العزيز الأول وأخو زوجته جركس حسن بك باقتحام اجتماع الحكومة في ليلة 6 يونيو 1876م، وقتل بمسدسه حسين عوني باشا ووزير (ناظر) الخارجية محمد رشيد باشا مع عدة أشخاص آخرين.